# Смілівський Іван
Смілівський Іван (1762 — 1808), учений медик родом з України. Закінчив Києво-Могилянську Академію та Петербурзьку Медико-хірургічну школу, у 1790 здобув звання лікаря, потім працював військ. і пов. лікарем; з 1796 адьюнкт-проф. патології та терапії Петербурзької Медико-хірургічної школи, з 1799 — проф. Медико-хірургічної Академії, з 1805 — проф. гігієни, фізіології і патології цієї Академії. С. автор низки праць (зокрема про сухоти), переклав на рос. мову ряд підручників з фізіології, патології та мед. практики (Ф. Гільдельбранта, В. Куллена, Грегорі).